# Blunt (Dakota del Sud)
Blunt è un centro abitato (city) degli Stati Uniti d'America, situato nella Contea di Hughes nello Stato del Dakota del Sud. La popolazione era di 354 persone al censimento del 2010. Fa parte dell'area micropolitana di Pierre.

## Storia
Blunt prende il nome da John E. Blunt, un funzionario delle ferrovie. Blunt è stata fondata nel 1881 come uno stop della Chicago and North Western Railway. Ha ricevuto il grado di città nel 1884.

## Geografia fisica
Secondo lo United States Census Bureau, ha un'area totale di 0,49 miglia quadrate (1,27 km²).

## Società

### Evoluzione demografica
Secondo il censimento del 2010, c'erano 354 persone.

### Etnie e minoranze straniere
Secondo il censimento del 2010, la composizione etnica della città era formata dall'89,3% di bianchi, il 2,5% di afroamericani, il 4,8% di nativi americani, lo 0,3% di asiatici, l'1,7% di altre razze, e l'1,4% di due o più etnie. Ispanici o latinos di qualunque razza erano il 4,0% della popolazione.